# John Creaghe
John O’Dwyer Creaghe, znany również jako Juan Creaghe (ur. 1841 w Limerick, zm. 19 lutego 1920 w Waszyngtonie) – irlandzki lekarz, pedagog oraz działacz anarchistyczny.

## Życiorys
Creaghe urodził się 1841 w hrabstwie Limerick w Irlandii. W 1865 ukończył studia lekarskie na Royal College of Surgeons w Dublinie, a następnie rozpoczął praktykę w Mitchelstown w hrabstwie Cork. W 1874 wyemigrował do stolicy Argentyny – Buenos Aires.
Nie wiadomo, w jaki sposób Creaghe zetknął się z ideami anarchistycznymi, ponieważ ruch anarchistyczny w tym kraju był wówczas niewielki. Przypuszcza się, że mógł on mieć kontakt z włoskim anarchistą Errico Malatestą, który przebywał w Argentynie w latach 1885–1889. W 1890 przeniósł się do Sheffield w Anglii, gdzie pracował w ubogiej irlandzkiej dzielnicy robotniczej. Zaangażował się w działania Ligi Socjalistycznej, marksistowskiej organizacji kierowanej przez Williama Morrisa, ale szybko odszedł, zawiązując anarchistyczne zgrupowanie w Sheffield. Grupa pierwszy raz pojawiła się publicznie podczas May Day, jej członkowie nieśli wówczas transparent z napisem „No God, No Master” (pol. „Ani Boga, ani pana”). Wkrótce zostały założone także klub i gazeta „The Sheffield Anarchist”, ta jednak nie przetrwała długo, gdyż została wciągnięta w procesu z Walsall. Dotyczył on ataku bombowego dokonanego rzekomo przez anarchistów. Jak się potem okazało, był on sprowokowany przez agenta Special Branch.
W 1892 opuścił Sheffield, aby wrócić do Argentyny przez Liverpool, Londyn i Hiszpanię. Tam założył gazetę „El Oprimido”, prekursora „La Protesta”, która istnieje do dziś. Był zaangażowany w założenie Argentyńskiej Regionalnej Federacji Robotniczej, anarchistycznego związku zawodowego. Przyczynił się również do rozwoju wolnych szkół, inspirowanych ideami hiszpańskiego pedagoga oraz anarchisty Francisco Ferrera. W 1911 ponownie opuścił Argentynę, ostatecznie przybywając do Los Angeles, gdzie współpracował z meksykańskimi anarchistami. Założył kolejną gazetę „La Regeneración” i przyjaźnił się z Ricardo Flores Magónem. Obaj brali udział w buncie Magonistów w 1911; po rozpoczęciu rewolucji meksykańskiej poparli ruch anarchistyczny w tym kraju. Creaghe zmarł 19 lutego 1920 w więzieniu w Waszyngtonie.